# Valorant Champions Tour: Liga da China
O Valorant Champions Tour: Liga da China (em inglês: China League), também conhecido como VCT China, é uma liga internacional de esporte eletrônico do videojogo Valorant, organizada pela desenvolvedora do jogo Riot Games. A liga faz parte da série de competições do Valorant Champions Tour (VCT), sendo o campeonato de mais alto nível da Ásia Oriental. As partidas são disputadas em Shangai, na China, com a presença de público.

## História
Para a temporada competitiva de 2023 do Valorant Champions Tour, a Riot Games anunciou a criação de três novas ligas internacionais (Américas, EMEA e Pacífico). Essas ligas foram fundadas para serem as principais competições com as melhores equipes das três regiões, classificando-as para os Valorant Masters e o Valorant Champions.
No final do ano de 2023, foi anunciado a integração da liga Chinesa, totalizando 4 ligas continentais no VCT.

## Formato
Fonte: 
Fase de pontos:
- Doze equipes, cada uma enfrenta todas uma vez;
- As partidas são em melhor de três;
- As seis melhores equipes avançam para as eliminatórias, as outras quatro são eliminadas.

Eliminatórias:
- Seis equipes em uma chave de dupla eliminação;
- Todas as partidas em melhor de três, exceto as partidas da final da chave inferior e a grande final que são em melhor de cinco.

## Equipes
O VCT China é disputado em Shangai, na China, de modo que todas as organizações tiveram de transferir a operação dos times de Valorant para lá.
(*) – Indica os vencedores do Ascencion (equipes não-parceiras)
| Equipe                | Região |
| --------------------- | ------ |
| All Gamers            | China  |
| Bilibili Gaming       | China  |
| EDG                   | China  |
| FPX                   | China  |
| JD Gaming             | China  |
| Nova Esports          | China  |
| Tyloo                 | China  |
| Titan Esports Club    | China  |
| Trace Esports         | China  |
| Wolves Esports        | China  |
| Dragon Ranger Gaming* | China  |
| XLG Esports*          | China  |

## Kickoff 2024
O Kickoff será um torneio inaugural para a temporada de 2024 da liga da China, tendo o início em 22 de Fevereiro e sua grande final dia 2 de março. As equipes tem a possibilidade de se classificar para os dois Masters que acontecerão e também o Champions, principal campeonato internacional.
FASE DE GRUPOS
Cada grupo terá uma chave de eliminação dupla com partidas em Melhor de 3 (Md3). O vencedor de cada grupo avança direto para a Fase Eliminatória. O time que ficar em segundo lugar de cada grupo disputará a Fase de Entrada.
|  | Equipes classificadas para os playoffs.  |
|  | Equipes classificadas à fase de entrada. |
|  | Equipes eliminadas do campeonato.        |

|   |  | Grupo A         | Grupo A      |   | Grupo B              | Grupo B      |   | Grupo C        | Grupo C      |
|   |  | Equipes         | Jogos Ganhos |   | Equipes              | Jogos Ganhos |   | Equipes        | Jogos Ganhos |
| - |  | --------------- | ------------ | - | -------------------- | ------------ | - | -------------- | ------------ |
| 1 |  | FunPlus Phoenix | 2-0 (4x1)    | 1 | Dragon Ranger Gaming | 2-0 (4x1)    | 1 | EDward Gaming  | 1-0 (2x1)    |
| 2 |  | Trace Esports   | 2-1 (5x2)    | 2 | Titan Esports Club   | 2-1 (5x3)    | 2 | Bilibili       | 1-1 (2x2)    |
| 3 |  | Nova Esports    | 1-2 (2x4)    | 3 | JD Gaming            | 1-2 (3x4)    | 3 | Wolves Esports | 1-2 (2x3)    |
| 4 |  | Tyloo           | 0-2 (0x4)    | 4 | All Gamers           | 0-2 (0x4)    |   |                |              |

FASE DE ENTRADA
As três equipes que ficaram em segundo lugar na Fase de Grupos se enfrentam todos contra todos, com uma equipe ganhando uma vaga na Fase Eliminatória.
| Classificados      | Classificados |
| Equipes            | J/G           |
| ------------------ | ------------- |
| Trace Esports      | 2-0 (4x1)     |
| Bilibili Gaming    | 1-1 (3x2)     |
| Titan Esports Club | 0-2 (1x4)     |

FASE ELIMINATÓRIA
Todos os 4 times competirão em uma chave de eliminação simples, com as 2 finalistas garantindo a vaga para o Masters Madrid. A equipe que vier da Fase de Entrada será colocada no lado oposto da chave em relação ao time de seu Grupo original.
Por fim, o vencedor do Kickoff receberá um seed preferencial no Masters Madrid e 3 Pontos de Campeonato na corrida para a classificação para o Champions
|  | Semifinais | Semifinais | Semifinais |     |   | Final | Final | Final |  |
|  |            |            |            |     |   |       |       |       |  |
|  | 1          | FPX        | 2          |     |   |       |       |       |  |
|  | 1          | FPX        | 2          |     |   |       |       |       |  |
|  | 2          | DRG        | 0          |     |   |       |       |       |  |
|  | 2          | DRG        | 0          |     | 1 | FPX   | 1     |       |  |
|  |            |            |            |     | 1 | FPX   | 1     |       |  |
|  |            |            | 2          | EDG | 3 |       |       |       |  |
|  | 3          | EDG        | 2          | EDG | 3 | 2     |       |       |  |
|  | 3          | EDG        |            |     |   |       |       |       |  |
|  | 4          | TE         | 0          |     |   |       |       |       |  |

## Resultados
| Ano  | Etapa   | Campeão       | Placar | Vice-campeão    | Ref.  |
| ---- | ------- | ------------- | ------ | --------------- | ----- |
| 2024 | KickOff | EDward Gaming | 3–1    | FunPlus Phoenix | [ 8 ] |
| 2024 | 1       | EDward Gaming | 3–1    | FunPlus Phoenix |       |
| 2024 | 2       | EDward Gaming | 3–2    | FunPlus Phoenix |       |
| 2025 | KickOff | EDward Gaming | 3-1    | Trace Esports   |       |
| 2025 | 1       | XLG Esports   | 3-1    | Bilibili Gaming |       |